# Edwin Salisbury
Pour les articles homonymes, voir Salisbury.
Edwin Salisbury, né le 3 mai 1910 à Walnut Grove (Californie) et mort le 22 novembre 1986 à Sacramento, est un rameur d'aviron américain.

## Palmarès

### Jeux olympiques
- Los Angeles 1932
  -  Médaille d'or en huit[1].